# ロナ・ニシュリウ
ロナ・ニシュリウ（アルバニア語:Rona Nishliu、セルビア語:Рона Нишлију / Rona Nišliju、1986年8月25日 - ）は、コソボ・ミトロヴィツァ出身のアルバニア人歌手・ソングライターである。ユーロビジョン・ソング・コンテスト2012のアルバニア代表に選出され、2012年5月にアゼルバイジャンのバクーで開催される同大会に参加する。

## 来歴

### 出自
1986年8月に、ユーゴスラビア社会主義連邦共和国・コソボ社会主義自治州のミトロヴィツァ北部にて生まれ育つ。13歳のころ、民族対立の激化に伴って故郷を離れ、コソボの首都プリシュティナに移る。

### アルバニアン・アイドル出場
音楽タレント・オーディション番組「アルバニアン・アイドル」の2004年の回に参加し、5位まで進んだ。その後、プリシュティナのRadio Blue Skyにてラジオ・パーソナリティを務める。

### ユーロビジョン
2011年12月29日、ユーロビジョン・ソング・コンテスト2012の国内予選を兼ねたアルバニアの音楽祭フェスティヴァリ・イ・ケンゲス（Festivali i Këngës）にて「Suus」を歌って優勝を果たし、ユーロビジョン2012のアルバニア代表に選出された。ニシュリウは、同大会のアルバニア代表では初のコソボ出身者である。